# Antonio Luis Baena Tocón
Antonio Luis Baena Tocón (1915-1998) était un militaire et un fonctionnaire espagnol qui, dans les années qui ont suivi la guerre civile, a fait partie de divers tribunaux militaires de la dictature de Francisco Franco, notamment pour son implication dans le tribunal qui a condamné à la peine de mort. le poète Miguel Hernandez en 1940 . 

## Biographie
Entre 1939 et 1943, ayant le statut de lieutenant qualifié, Baena Tocón fut assigné au Tribunal spécial pour la presse  qui s'occupait de persécuter et de punir de ceux qui avaient écrit dans les médias pendant la Deuxième République espagnole. Sous les ordres du juge Manuel Martínez Margallo, il participa aux recherches de la presse municipale de Madrid, où il nota les noms d'écrivains et de journalistes et commenta le caractère des crimes présumés qu'ils avaient commis dans leurs publications littéraires. 
En outre, il a participé à plusieurs procès liés au Tribunal de la presse spéciale, notamment celui contre le poète Miguel Hernandez, qui a été condamné à mort en mars 1940. Cette peine a été ultérieurement modifiée à 30 ans d''emprisonnement, date à laquelle le poète était sur le point de décéder. Baena Tocón était secrétaire de ce procès, alors qu'il ne possédait pas le titre requis pour cela, car il n'avait subi d'examen que sur très peu de points de droit. À l'époque, il s'agissait d'une procédure normale sous la dictature, de nombreux professionnels étant portés disparus en raison de la guerre et de la répression qui s'ensuivit. 
En juin 1966, Antonio Luis Baena Tocón a été nommé surveillant de la municipalité de Cordoue  poste qu'il a occupé jusqu'à sa retraite. Auparavant, il était qualifié comme surveillant adjoint de la députation provinciale. Les deux postes, comme il était d'usage pendant la dictature, étaient attribués en raison de ses mérites au service du régime. 

## Polémique
En juin 2019, l'Université d'Alicante, à la demande de son fils, supprima de ses archives numériques toute référence à l'implication d'Antonio Luis Baena Tocón dans le procès de Miguel Hernández, afin que son nom ne fût pas lié à la condamnation à mort du poète. Rapidement l’effet Streisand fit de Baena Tocón un sujet d'actualité dans les médias, ce qui a entravé les souhaits de son fils et facilité le prestige de la liberté de parole et la reconstruction de la vérité sur l’histoire de la guerre civile espagnole et sa dictature après la guerre,.